# Redi-Cereșnovăț
Redi-Cereşnovăţ è un comune della Moldavia situato nel distretto di Soroca di 959 abitanti al censimento del 2004